# Chiesa di San Martino Vescovo (Castelnuovo Bozzente)
La chiesa di San Martino Vescovo è la parrocchiale di Castelnuovo Bozzente, in provincia di Como ed arcidiocesi di Milano; fa parte del decanato di Appiano Gentile.

## Storia
Le più remote citazioni della parrocchia di San Martino di Castelnuovo risalgono al XVI secolo, quando fu menzionata più volte tra le dipendenze della pieve di Appiano nei resoconti delle visite pastorali arcivescovili.
Nel 1684 l'antica chiesa fu completamente ricostruita e nel 1723 divenne sede della confraternita del Santissimo Sacramento, come testimoniato dalla visita pastorale dell'arcivescovo di Milano Giuseppe Pozzobonelli del 1747, dalla quale si apprende inoltre che dalla parrocchia dipendeva l'oratorio dei Santi Pietro e Paolo di Beregazzo e che il numero dei fedeli era pari a 364; questi ultimi risultavano scesi a 348 nel 1780.
Nel 1901 l'arcivescovo Andrea Carlo Ferrari, compiendo la sua visita pastorale, trovò che il numero dei fedeli era salito a 850 e che la parrocchiale, avente come filiali gli oratori dei Santi Pietro e Paolo e dell'Addolorata, era ancora sede della confraternita del Santissimo Sacramento, nonché di tre pie unioni, di una compagnia e di una congregazione del terz'ordine.
Con la suddivisione territoriale dell'arcidiocesi stabilita tra il 1971 e il 1972 dal cardinale Giovanni Colombo, la parrocchia confluì nel nuovo decanato di Appiano Gentile.

## Descrizione

### Esterno
La facciata a capanna della chiesa, rivolta a sud, è tripartita da quattro paraste, sorreggenti il fregio e il frontone, e presenta centralmente il portale d'ingresso timpanato e sopra un grande dipinto raffigurante San Martino che dona il mantello al povero.
Annesso alla parrocchiale è il campanile a base quadrata, la cui cella presenta su ogni lato una monofora ed è coperta dal tetto a quattro falde.

### Interno
L'interno dell'edificio si compone di un'unica navata voltata a botte e scandita da lesene, sulla quale si affacciano le ali del transetto, che ospitano rispettivamente gli altari di San Giuseppe e della Madonna col Bambino; al termine dell'aula si sviluppa il presbiterio, rialzata di tre gradini e chiuso dall'abside semicircolare.
Qui sono conservate diverse opere di pregio, tra le quali gli affreschi raffiguranti la Conversione di San Paolo, San Martino e il povero, i Quattro Evangelisti, Dio Padre e l'Assunzione di Maria.